# فدراسیون فوتبال مکزیک
فدراسیون فوتبال مکزیک (به اسپانیایی: Federación Mexicana de Fútbol Asociación, A.C.) بالاترین نهاد رسمی فوتبال در کشور مکزیک است و نظارت بر فوتبال این کشور را بر عهده دارد. فدراسیون فوتبال مکزیک در تاریخ ۲۳ اوت ۱۹۲۷ و با ریاست هومبرتو گارسا راموس تأسیس شد. در سال ۱۹۲۹ این فدراسیون به عضویت فیفا درآمد و پس از آن نیز در سال ۱۹۶۱ یکی از اعضای کونکاکاف شد.